# 보스니아 헤르체고비나의 민족

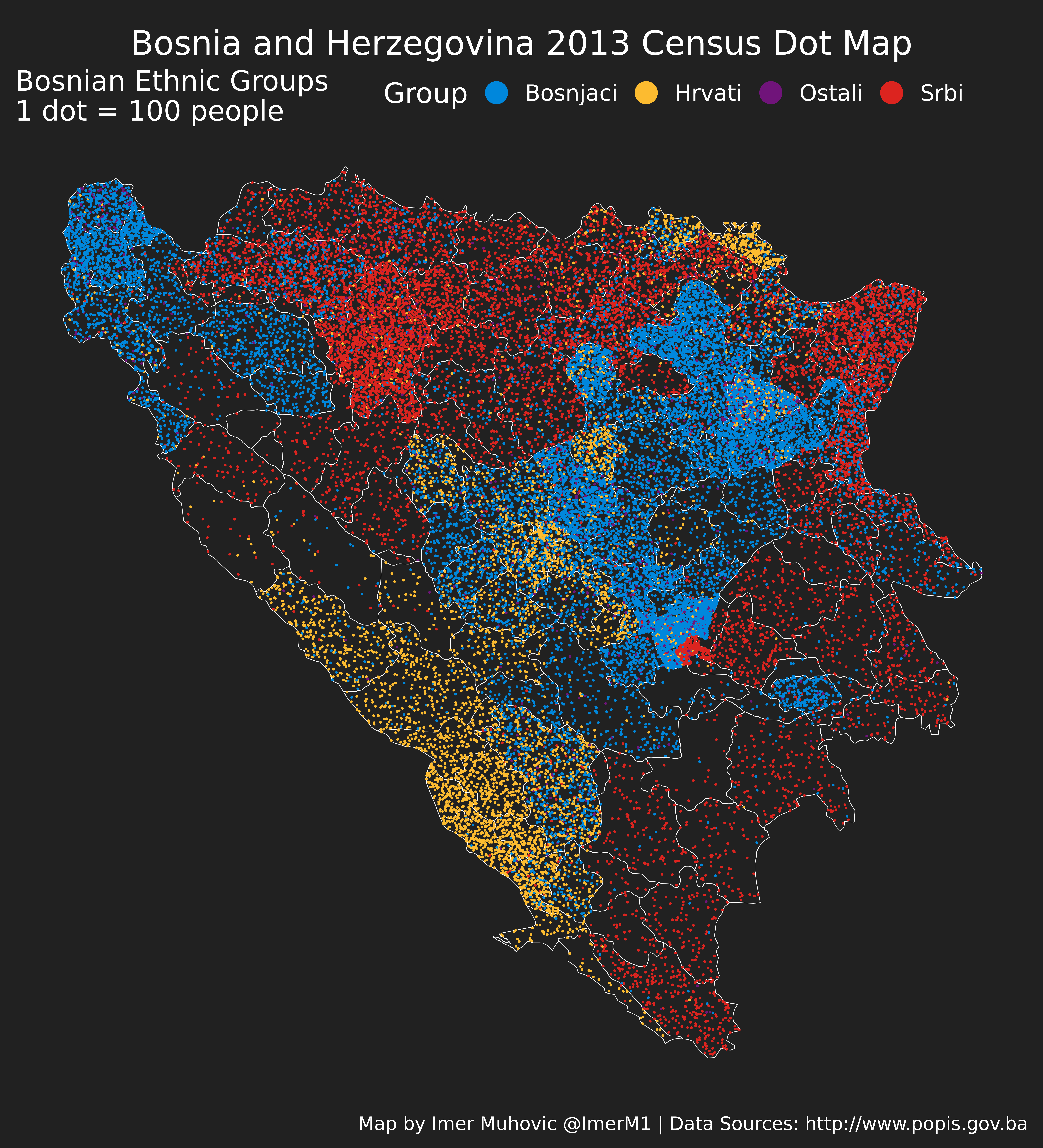
2013년 인구조사 기준 보스니아 헤르체고비나의 지역별 인구밀도에 따라 민족 구성에 맞게 점을 찍은 분포도 모습

보스니아 헤르체고비나의 인구 96% 이상은 세 구성 민족(세르보크로아트어: konstitutivni narodi / конститутивни народи) 중 하나에 속한다. 여기서 구성 민족이란 보슈냐크인, 세르브인, 크로아트인을 가르킨다. 여기서 "구성"이라는 뜻은 세 민족이 헌법에 동등한 민족으로 명시하고 있으며 이 셋 중 어느 민족도 소수 민족이나 이민족 취급을 받을 수 없다는 의미이다. 세 민족을 구분하는 가장 쉬운 특징은 종교로 보슈냐크인은 주로 이슬람을 믿고 세르브인은 주로 동방정교회를, 크로아트인은 가톨릭을 믿는다.
보슈냐크인, 세르브인, 크로아트인 모두 언어학에서 세르보크로아트어라고 알려진 다중심언어인 슈토카비안어를 구사한다. 표준어 문제의 경우 세 구성 민족이 하위 국가 수준에서 각자의 공용어인 보스니아어, 크로아티아어, 세르비아어로 교육, 문화 기관을 운영하는 식으로 해결한다.
2005년에 발표된 Y 염색체 하플로그룹 연구에 따르면 "보스니아 헤르체고비나의 세 구성 민족은 약간의 양적 차이가 있긴 하지만 모두 발칸반도 특유의 고대 유전자풀의 많은 부분을 공유"하고 있다는 사실이 알려졌다. 하지만 이 연구에서 세르브인과 보슈냐크인 사이 관계가 크로아트인과의 관계보다 더 가까운 점도 밝혀냈다.

## 역사적 배경
중세에는 보스니아 왕국이 존재했지만 특정한 보스니아인의 정체성이 드러나지 않았다. 오스만 제국의 보스니아 헤르체고비나 통치 기간 자신을 크로아트인 혹은 세르브인이라고 생각하는 도시 지역의 일부 지식인을 제외하면 나머지 인구는 특정 민족 범주로 자신을 분류하지 않았다. 보스니아 헤르체고비나의 인구는 주로 종교에 따라 자신을 분류했으며 주로 투르크인(무슬림의 경우), 흐리슈차니(Hrišćani, 기독교인) 또는 그리스인(동방정교회의 경우), 크르슈차니(Kršćani) 혹은 라틴인(가톨릭의 경우)이라고 불렀다. 가톨릭과 동방정교회의 기독교인 모두 내부 자치권을 가진 종교 공동체인 각자의 밀레트에서 조직되었다. 여기서 가톨릭은 주로 크로아트인이, 동방정교회는 세르브인이 더 많이 동질화했다. 무슬림에게는 정체성이 지역 특권을 지키는 것에 더 가까웠지만 오스만 제국에 대한 충성심에 이의를 가지진 않았다. 당시 "보슈냐크"이라는 말은 민족의 의미가 아니라 지역을 가리키는 의미로 사용했다.
1878년 오스트리아-헝가리가 보스니아 헤르체고비나를 점령했을 때도 보스니아 무슬림에게 민족 정체성은 여전히 낯선 개념이었다. 새로운 오스트리아-헝가리 정부는 크로아티아와 세르비아 민족주의를 억압하기 위해 집단적인 보스니아인의 정체성을 강요하러 시도했고 문화 단체의 명칭에 크로아티아어나 세르비아어 이름 사용을 금지하는 데까지 나아갔다. 집단 정체성에 대한 생각은 크로아트인, 세르브인, 무슬림의 엘리트의 반대에 부딪혔고 소수의 신흥 근대화 무슬림들만 이를 받아들였다. 보스니아 헤르체고비나 내 기독교인 엘리트는 크로아트인과 세르브인을 자신의 정체성으로 받아들였고 그 결과 크로아티아 및 세르비아 민족주의가 급부상했다. 반면 무슬림은 종교 및 지주 엘리트를 중심으로 뭉쳐 종교 자치를 요구했다. 결국 오스트리아-헝가리는 보스니아 헤르체고비나에서 이를 받아들이기 시작했고 나중에는 이런 자치를 더 선호하게 되었다.
제1차 세계 대전 이후 보스니아 헤르체고비나는 새로 수립된 세르브인 크로아트인 슬로벤인 왕국(후에 유고슬라비아로 개칭)으로 편입되었다. 세르브인, 크로아트인, 슬로벤인은 구성 민족이었다. 신정부는 보스니아 헤르체고비나 내 민족 집단간 권력 역학을 뒤바꾸었지만 오스트리아-헝가리 시절 물려받은 공동체주의가 여전히 지배적이었다. 이는 투표 패턴에서 특히 두드러졌다. 보스니아 헤르체고비나 뿐 아니라 유고슬라비아 전체에서 비슷한 상황이었다. 세르브인과 크로아트인은 여러 정당 중 각자를 대표하는 정당에 투표했으며, 무슬림은 유고슬라비아 무슬림 조직(JMO) 한 곳에 몰아 투표했다. 알렉산다르 1세 통치기 특정 주의를 지우기 위해 만들어진 현대의 단일 유고슬라비아주의는 성공적으로 전파하지 못했다. 보스니아 헤르체고비나 내 세르브인과 크로아트인은 각각 베오그라드와 자그레브를 민족 중심지로 여겼고 동시에 두 집단 간 갈등이 심화되었다. 동시에 무슬림 엘리트의 쇠퇴로 무슬림 사이 정체성 위기가 일어났다. 크로아티아 민족주의와 세르비아 민족주의가 성향 경쟁을 벌이면서 무슬림은 국가 비결정론이나 유고슬라비아주의에서 피난처를 찾았다. 1939년 세르비아와 크로아티아의 정치 지도자는 보스니아 헤르체고비나의 분할에 합의해 크로아티아 바노비나를 수립했다. 창설 이후 JMO 지도자와 무슬림 종교 엘리트는 보스니아 헤르체고비나의 자치권 운동을 일으켰다.
제2차 세계 대전 기간인 1941년 나치 독일은 유고슬라비아를 침공한 후 괴뢰국인 크로아티아 독립국(NDH)을 수립하고 보스니아 헤르체고비나를 독립국에 편입시켰다. 당시 대다수의 보스니아 무슬림은 스스로를 크로아트인이라고 생각했다. 이 시기에는 배타적 민족주의에 찬동하며 전통적인 공동체주의가 파괴되었고 세르브인은 크로아트인의 우스타샤에 박해받으면서도 세르브인은 보복으로 체트니크를 통해 보스니아 무슬림을 학살했다. 공산주의인 유고슬라비아 파르티잔이 가장 강력한 반파시스트 세력으로 부상했다. 파르티잔은 초기 대부분의 활동을 세르브인 주축으로 시작했지만 나중에는 세르브인, 크로아트인, 무슬림 모두를 대상으로 활동했다. 1943년 보스니아 헤르체고비나 내 파르티잔의 주요 정치기구인 보스니아 헤르체고비나 민족해방을 위한 반파시스트 국가평의회는 "모든 세르브인, 무슬림, 크로아트인의 완전한 평등"을 보장하며 보스니아 헤르체고비나를 사실상 독립된 영토로 설정했다.
유고슬라비아 사회주의 연방공화국이 수립될 당시 6개 공화국과 마케도니아인, 몬테네그로인(이전에는 민족 정체성을 인정받지 못함)이 추가된 5개 구성 민족으로 수립되었고 보스니아 무슬림은 1960년대 후반 들어서야 인정받았다. 1961년 인구조사에서 처음으로 무슬림 분류가 도입되었을 때 스스로를 무슬림이라고 밝힌 보슈냐크인은 총 972,954명이다. 1964년 무슬림을 나머지 다섯 인민과 같이 하나의 "나로드"(인민)로 분류되었으나 무슬림만의 민족 공화국은 수립되지 않았다. 1968년 보스니아 중앙위원회는 "...무슬림은 별도의 민족"으로 선언했다. 따라서 1971년 인구 조사에서 처음으로 "민족으로서의 무슬림"이 도입되었다.

## 같이 보기
- 보스니아 헤르체고비나의 역사
- 보스니아 헤르체고비나의 인구
- 세르비아의 무슬림 강제이주 (1862년)
- 유고슬라비아 전쟁
- 1953년 보스니아 헤르체고비나 인구 조사
- 보스니아 헤르체고비나의 롬인

## 참고 문헌
- Bougarel, Xavier (1996). 〈Bosnia and Hercegovina – State and Communitarianism〉.   Dyker, David A.; Vejvoda, Ivan. 《Yugoslavia and After: A Study in Fragmentation, Despair and Rebirth》. London-New York: Routledge. ISBN 9780582246379.
- Bougarel, Xavier (2017). 《Islam and Nationhood in Bosnia-Herzegovina: Surviving Empires》. New York: Bloomsbury Publishing. ISBN 9781350003590.
- Donia, Robert J.; Fine, John Van Antwerp Jr. (1994). 《Bosnia and Hercegovina: A Tradition Betrayed》. London: C. Hurst & Co. Publishers. ISBN 978-1-85065-212-0.
- Eller, Jack David (1999). 〈Bosnia〉. 《From Culture to Ethnicity to Conflict: An Anthropological Perspective on International Ethnic Conflict》. University of Michigan Press. 243–쪽. ISBN 0-472-08538-7.
- Fischer, Martina, 편집. (2006). 《Peacebuilding and Civil Society in Bosnia-Herzegovina: Ten Years After Dayton》. Berghof Forschungszentrum für Konstruktive Konfliktbearbeitung; LIT Verlag Münster. 21–쪽. ISBN 978-3-8258-8793-3.
- Jović, Dejan (2009). 《Yugoslavia: A State that Withered Away》. Purdue University Press. ISBN 978-1-55753-495-8.
- Kaufman, Stuart (2003). 〈Ethnic conflict and Eurasian security〉.   Kay, Sean; Sperling, James; Papacosma, S. Victor. 《Limiting Institutions?: The Challenge of Eurasian Security Governance》. Manchester: Manchester University Press. ISBN 9780719066054.
- Puhalo, S. (2003). “Etnička distanca građana Republike Srpske i Federacije BiH prema narodima bivše SFRJ”. 《Psihologija》 36 (2): 141–156. doi:10.2298/PSI0302141P.
- Redžić, Enver (2005). 《Bosnia and Herzegovina in the Second World War》. Frank Cass. ISBN 0714656259.
- Danijela Majstorovic; Vladimir Turjacanin (2013). 《Youth Ethnic and National Identity in Bosnia and Herzegovina: Social Science Approaches》. Palgrave Macmillan UK. ISBN 978-1-349-46717-4.
- Nielsen, Christian Axboe (2014). 《Making Yugoslavs: Identity in King Aleksandar's Yugoslavia》. University of Toronto Press. ISBN 978-1-4426-2750-5.
- Trbovich, Ana S. (2008). 《A Legal Geography of Yugoslavia's Disintegration》. Oxford University Press. ISBN 978-0-19-533343-5.
- Velikonja, Mitja (2003). 《Religious Separation and Political Intolerance in Bosnia-Herzegovina》. Texas A&M University Press. ISBN 978-1-60344-724-9.

## 추가 읽기
- Kofman, Daniel (2001). “Self-determination in a multiethnic state: Bosnians, Bosniaks, Croats and Serbs”. 《Reconstructing Multiethnic Societies: The Case of Bosnia-Herzegovina》: 31–62.